# Айхан, Девран
Девра́н Айха́н (тур. Devran Ayhan; 25 марта 1978, Батман) — турецкий футболист, выступавший на позиции полузащитника.

## Клубная карьера
В качестве профессионального футболиста Айхан дебютировал в сезоне 1995/96 в клубе «Гебзеспор», с 1997 по 1998 год играл в «Батман Петрополспор» из его родного города. Самую же длительную футбольную карьеру он провёл играя за «Ризеспор», вместе с которым в 2000 году вышел в турецкую Суперлигу, однако после того, как его клуб покинул высший дивизион, он стал подыскивать новый клуб.
С 2003 по 2005 год он выступал в футболке «Газиантепспора». В сезоне 2007/08 он выступал за «Сивасспор». 
«Сивасспор» впервые за 24 года поднялся так высоко и по итогам сезона дебютировал в еврокубках, а сам Айхан провёл 30 игр под руководством известного тренера Бюлента Уйгуна.
В общей сложности в профессиональном футбольной лиге Турции сыграл 382 игры и забил 30 голов.
Прекрасная игра, показанная в течение сезона 2007/08, привлекла к нему внимание других клубов. 1 сентября 2008 года, в последний день трансферного окна, он перешёл в клуб азербайджанской Премьер-лиги «Хазар-Ленкорань». Айхан заключил с клубом Расима Кара двухлетний контракт. Свой переход в азербайджанский клуб 29-летний футболист «Сивасспора» объяснил тем, что хочет работать с главным тренером Расимом Карой, который в прошлом был игроком сборной Турции и сделал ставку на него. 

## Европейская кампания
В составе «Сивассора» он участвовал в последнем Кубке Интертото, в котором дошёл до финала. В финале турки уступили португальскому клубу «Брага» с общим счётом 0:5, сам же Айхан провёл все матчи за клуб в еврокубках.